# Боснийская Краина

Боснийская Краина: на карте исторических областей БиГ

Босни́йская Кра́ина (серб. Босанска Крајина, босн. и хорв. Bosanska Krajina) — исторический и географический регион на северо-западе Боснии и Герцеговины, ограничен тремя реками — Савой, Уной и Врбасом. Также исторический, экономический и культурный субъект Боснии и Герцеговины.
Территория Краины сейчас разделена между двумя образованиями Боснии и Герцеговины: Республикой Сербской и Федерацией Боснии и Герцеговины.
Крайний северо-запад Боснийской Краины также известен как Бихачская Краина (босн. Bihaćka Krajina) по названию одноимённого города.

## Города
- Баня-Лука
- Бихач
- Приедор
- Босанска-Дубица
- Велика-Кладуша
- Сански-Мост

## Население
Население Боснийской Краины (1991 г.):
- сербы: 43 %
- босняки: 40 %
- хорваты: 10 %
- другие (венгры, цыгане, украинцы, румыны): 7 %

## История
По результатам Великой Турецкой войны 1683—1690 Османская империя уступила Венгрию и Славонию в пользу Габсбургской империи, согласно Карловацкому миру. Северная и Западная части Боснии стали границей между Габсбургской и Османской империями под названием «Боснийская Страна». Для изменения расстановки сил османы на границе с габсбургской империей образуют Боснийский границу (тур. Serhat), которая разделена на капитанства, каждое из которых имело свою собственные укрепления и военные полки. Сербские пастухи, живущие в этом регионе, помогали защищать его от вражеских вторжений и поддерживали порядок, а также служили медиками и рабочей силой на границе с габсбургской империей. С тех пор сербы составляют большинство населения Боснийской Границы. Сточище рек — Сава, Уна и Врбас — носило название «Турецкая Хорватия» в европейской литературе XVIII и XIX веков. Название «Краина» было дано турками и было принято австрийскими, итальянскими, немецкими и голландскими картографами. В 1860, по настоянию православной части населения, название «Турецкая Хорватия» было отменено в пользу нового имени — «Боснийская Граница». Это название значится на картах в первый раз в 1869 году. Боснийские капитаны сохранили их титулы и наследственные земли и стали очень влиятельными среди боснийцев.
Край оказался в центре сербского восстания 1875—1878. За три года восстания погибло 150 000 человек или 13,64 % от 1 100 000 общего населения Боснии и Герцеговины.
В новейшей истории Боснийская Краина известна сопротивлением фашистскому режиму во время Второй Мировой Войны. Антифашистское партизанское движение в регионе Боснийская Краина этнически было одним из самых смешанных по сравнению с любой другой частью бывшей Югославии.